# Nico Kurz
Nico Kurz (* 31. Januar 1997 in Hanau) ist ein deutscher Dartspieler, der an Turnieren der Professional Darts Corporation und PDC Europe teilnimmt, ohne jedoch eine Tour Card der PDC zu besitzen.

## Persönliches
Kurz’ Eltern, Holger Kurz und Sabine Lischka-Kurz, waren beide deutsche E-Dart-Meister in ihren Klassen.
Kurz arbeitet hauptberuflich als Industriemechaniker bei den Stadtwerken Hanau und ist Fan von Eintracht Frankfurt.
2022 wurde Kurz vom Hanauer Anzeiger zum „HANAUER Sportler des Jahres 2021“ gekürt.

## Karriere
Kurz fing im Jahr 2014 mit dem Dartsport an. 2016 qualifizierte er sich für die Super League, konnte sich mit Tabellenplatz 12 jedoch nicht für die Finalrunde qualifizieren. Im weiteren Verlauf des Jahres bestritt Kurz erste Turniere auf der PDC Development Tour und nahm an den Qualifikationsturnieren für die European Darts Tour teil. Für die Super League Darts 2017 war Kurz aufgrund seiner Vorjahresplatzierung qualifiziert und erreichte erstmals die Play-off-Runde.
Aufgrund seiner Platzierung in der Super League Darts 2018 war er für die German Darts Masters 2018 qualifiziert, bei der er in Runde 1 gegen Jamie Lewis ausschied. Bei der Super League schaffte er es ins Viertelfinale, verlor dort allerdings gegen Stefan Stoyke.
2019 konnte sich Kurz für die European Darts Open und damit erstmals für ein Turnier der European Darts Tour qualifizieren, verlor dort allerdings in der ersten Runde gegen Kim Huybrechts. Im selben Jahr bei den German Darts Masters konnte er in der ersten Runde den zweimaligen PDC-Weltmeister Gary Anderson bezwingen, schied jedoch im Viertelfinale gegen Peter Wright aus.
Bei der Super League Darts 2019 konnte Kurz die Play-offs für sich entscheiden und seine erste WM-Teilnahme fixieren. Bei der PDC World Darts Championship 2020 konnte er in der ersten Runde James Wilson bezwingen und spielte dabei acht perfekte Darts. In der zweiten Runde bezwang er Joe Cullen, bevor er in Runde 3 an Luke Humphries scheiterte.
Beim dritten Turnier der Development Tour 2020 erreichte er das Finale und unterlag Ryan Meikle. Auch die Super League Darts 2020 gewann Kurz, womit er für die PDC World Darts Championship 2021 qualifiziert ist. Dort gewann er in der ersten Runde gegen Andy Hamilton, bevor er in der zweiten Runde gegen seinen Landsmann Gabriel Clemens ausschied.
Von 2018 bis 2020 nahm er jeweils an der PDC Qualifying School teil, spielte in jedem Jahr aber nur eines der vier Turniere und konnte sich keine Tour Card sichern.
2021 war Kurz erstmals an allen Q-School-Tagen vertreten. Am dritten Tag qualifizierte er sich zwar auf direktem Wege für die Final Stage, für eine Tour Card reichte es allerdings nicht.
Bei der PDC European Development Tour spielte sich Kurz am letzten Turniertag ins Finale und gewann dieses mit 5:1 gegen Dominik Grüllich. Damit sicherte er sich Platz 10 in der European Development Tour Order of Merit und eigentlich auch einen Platz bei der PDC World Youth Championship, welche Kurz jedoch nicht antrat.
2022 trat Kurz ebenfalls bei der Q-School an. Er gewann jedoch trotz Teilnahme an der Final Stage keine Tour Card. 2023 trat Kurz aber erneut an und qualifizierte sich am dritten und letzten Tag der First Stage auf direktem Wege für die Final Stage. In dieser schied er jedoch punktlos aus.
2023 konnte er sich für die European Tour Events in Leverkusen und Sindelfingen qualifizieren, schied jedoch jeweils in der ersten Runde gegen Ryan Meikle und José de Sousa aus. Gegen de Sousa hatte er einen Matchdart.
Auch im Januar 2024 nahm Kurz an der Q-School teil. Mit sechs Siegen schaffte er es dabei über die Rangliste in die Final Stage. Hier spielte er jedoch nur die ersten zwei Tage und gewann dabei lediglich ein Spiel, was klar nicht für die Tour Card ausreichte.

## Titel

### PDC
- Secondary Tour Events
  - PDC Development Tour
    - PDC European Development Tour 2021: 12

## Weltmeisterschaftsresultate

### PDC
- 2020: 3. Runde (2:4-Niederlage gegen  Luke Humphries)
- 2021: 2. Runde (1:3-Niederlage gegen  Gabriel Clemens)